# 法西尔盖比
法西尔盖比（Fasil Ghebbi）是埃塞俄比亚贡德尔的一座城堡，主要服务于16世纪和17世纪埃塞俄比亚皇帝。法西尔盖比的建筑具有努比亚、阿拉伯和巴洛克的风格。1979年列入联合国教科文组织世界遗产。

## 建筑物
- 法西利达斯（英语：Fasilides）（1632年 - 1667年在位）
  - 法西利达斯的宫殿、城堡、大教堂、寺院
- 约翰尼斯一世（英语：Yohannes I）（1667年 - 1682年在位）
  - 图书馆
  - 档案馆
- 伊亚苏一世（英语：Iyasu I）（1682年 - 1706年在位）
  - 宫殿
- 达维特三世（英语：Dawit III）（1716年 - 1721年在位）
  - 歌厅
  - 宴会厅
- 巴盖发（英语：Bakaffa）（1721年 - 1730年在位）
  - 大殿
  - 皇妃宫殿

## 登录基准
该世界遗产被认为满足世界遺產登錄基準中的以下基準而予以登錄：
- （ii）在某期间或某种文化圈里对建筑、技术、纪念性艺术、城镇规划、景观设计之发展有巨大影响，促进人类价值的交流。
- （iii）呈现有关现存或者已经消失的文化传统、文明的独特或稀有之证据。